# Paraolio

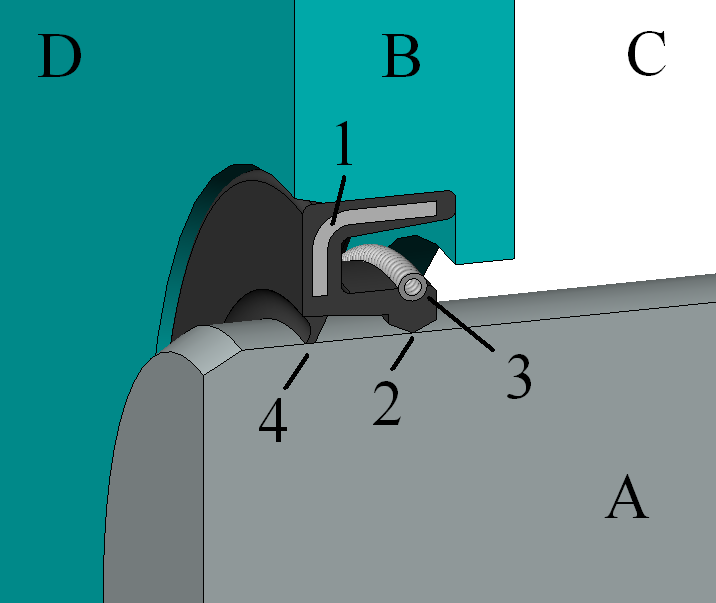
Sezione del paraolio:
A) Elemento interno semovente
B) Sezione dell'elemento esterno che fa da supporto
C) Volume interno
D) Faccia esterna dell'elemento esterno che fa da supporto
1) Anima metallica del paraolio
2) Labbro interno
3) Molla del labbro interno
4) Labbro esterno

Il paraolio è un elemento di tenuta per prodotti lubrificanti (quali possono essere il grasso e l'olio) interposto tra due elementi con superfici cilindriche, quali un tubo o asta interno e un supporto esterno, ma esistono anche dei paraoli per il funzionamento a secco, progettati per una tenuta pneumatica.

## Caratteristiche[1]

### Generali
I paraoli devono reggere movimenti differenti a seconda dell'impiego:
- Rotazioni assiali tipico nella maggior parte delle applicazioni dei paraoli, un esempio sono i cuscinetti stagni
- Scorrimento assiale tipico nelle forcelle delle moto

I paraoli sono progettati in modo che sia sempre la parte interna dello stesso a fungere da tenuta, questo per una resa migliore nel tempo e una maggiore tenuta massima, la quale varia a seconda delle condizioni operative.

### Corpo
Il corpo del paraolio è composto da una struttura metallica, che permette di conferire una certa resistenza e stabilità dello stesso, tale corpo viene poi ricoperto da un composto che oltre a rivestire la struttura metallica funge da tenuta grazie al labbro e all'eventuale molla.

### Labbro
Il labbro permette la tenuta e in genere viene coadiuvato da una molla che ne migliora le performance nel tempo, in alcuni casi il labbro può essere doppio o essere associato ad un altro labbro, ma con funzione di raschiapolvere, in modo da migliorare la vita utile del labbro di tenuta.
Tale labbro a seconda della differenza di pressione ai suoi capi viene definito a bassa pressione, quando questa non supera i 0,5 bar, mentre per pressioni massime di circa 10 bar si utilizzano paraoli ad alta pressione, ma tale tenuta varia anche a seconda delle altre condizioni operative; Nel caso il labbro non possa garantire una tenuta pneumatica, viene in genere rivisto con una rigatura elicoidale con capacità idrodinamica a livello del labbro di tenuta, in quanto i rilievi che costituiscono tale profilo rigato portano l'elemento lubrificante verso la parte interna evitando o riducendo la perdita dello stesso.
Nel caso debba lavorare a secco, quindi senza lubrificante o con scarso lubrificante il labbro per evitare di consumarsi in modo eccessivamente veloce si ricorre a materiali più resistenti, quali il PTFE (politetrafluoroetilene).

### Materiali
A seconda del lubrificante, delle condizioni operative e delle caratteristiche che deve garantire il paraolio può essere realizzato in vari materiali gommosi.

## Anelli antiestrusione
Questi dispositivi sono atti a migliorare la tenuta del paraolio in condizioni di pressione relativamente elevata, ma richiedono paraoli con conformazioni adatte, in quanto tale elemento posto a tenuta nella parte esterna deve giungere in prossimità del labbro di tenuta e andare anche a sfiorare l'elemento in cui scorre il paraolio.

## Accorgimenti
I paraoli possono essere dei banali elementi in gomma, ma possono essere muniti anche di diversi accorgimenti:
- Anima metallica il paraolio ha un'anima di metallo che permette una maggiore rigidità allo stesso e ne migliora l'adesione al supporto dello stesso.
- Molla nella maggior parte dei casi viene utilizzata una molla disposta sulla circonferenza del labbro interno in modo da aumentare la tenuta.
- Doppio labbro si ha un labbro più importante che è quello interno, che conferisce la maggiore tenuta, mentre quello più esterno funge da supporto ed evita che lo sporco faccia degenerare velocemente la funzione del paraolio.